# Al Jazira Club
Al-Jazira Sports & Cultural Club (Al Jazira Club) (în arabă: نادي الجزيرة الرياضي الثقافي) este un club sportiv din Abu Dhabi, Emiratele Arabe Unite, cunoscut în special pentru echipa sa de fotbal care evoluează în UAE Football League.
Clubul a fost fondat în 1974 prin fuziunea dintre Khalidiyah și Al Bateen.
Pe lângă echipa de fotbal, clubul mai are și echipe în alte sporturi, cum ar fi volei, handbal și baschet.

## Palmares
- UAE Pro-League: 2010–11[5]
- UAE Federation Cup: 2007
- Etisalat Emirates Cup: 2009–10

- Finalistă: 2013

- UAE President's Cup: 2010–11, 2011–12
- Gulf Club Champions Cup: 2007

## Antrenori
- Jan Versleijen (2006–2007)
- László Bölöni (2007–2008)
- Abel Braga (2008–2011)[6]
- Alejandro Sabella (2011)[7]
- Franky Vercauteren (2011–2012)[7][8]
- Caio Junior (2012)[8]
- Paulo Bonamigo (2012–2013)
- Luis Milla (2013)
- Walter Zenga (2013–2014)
- Eric Gerets (2014-prezent)